# Palaeonictis
Palaeonictis és un gènere extint de mamífers creodonts de la família dels oxiènids que visqueren entre el Paleocè superior i l'Eocè inferior. Sorgiren a Nord-amèrica i des d'allí passaren a Europa. Se n'han trobat restes fòssils a Bèlgica, el Canadà, els Estats Units, França i el Regne Unit. Eren animals terrestres. A banda dels mesoníquids, Palaeonictis i els seus parents propers foren els primers mamífers carnívors de grans dimensions del Cenozoic primerenc, tot i que la morfologia de les dents fa pensar que Palaeonictis tenia una dieta més omnívora o duròfaga que altres oxiènids.